# TV Cidade (Altamira)
TV Cidade (também conhecida como Band Altamira) é uma emissora de televisão brasileira sediada em Altamira, cidade do estado do Pará. Opera no canal 19 (36 UHF digital), e é afiliada à Rede Bandeirantes. Pertence ao grupo Rádio e TV Cidade, que também controla a Rádio Cidade FM.

## História
A programação da Rede Bandeirantes foi transmitida pela primeira vez em Altamira nos anos 80 pela TV Mansour, que entrou no ar no canal 8 VHF, através de um acordo com a Rede de Comunicação Regional. Em 1993, a TV Mansour, que tinha sede na Avenida Tancredo Neves, saiu do ar. O prédio foi alugado para os proprietários da TV Transamazônica, que operava o canal 13 VHF, sendo uma associada à TV Liberal. A emissora dos Maiorana passou a ter direito sobre o sinal da Rede Globo em boa parte do estado. 
Na mesma época, a TV Altamira, canal 6 VHF, que deixou de transmitir a Globo, optou por uma afiliação com a Band. A parceria durou até 1997. Em 17 de dezembro de 1996, o canal 19 UHF de Altamira foi outorgado para a então Rádio e Televisão Mansour, que passou a operar uma repetidora da Band. Apesar da autorização da Anatel, o canal só entrou oficialmente no ar em 2009.
Em 22 de dezembro de 2014, foi inaugurada através da outorga a TV Cidade, com a estreia do programa Barra Pesada Altamira, apresentado por Tinho Carlos. A emissora foi fundada pelo empresário Irlendes Rodrigues, tendo como administrador o empresário Maurício Nascimento, filho do vereador Marcos Nascimento (PDT).
A administração da estação por Maurício gerou dificuldades na relação com a prefeitura de Altamira, comandada pelo prefeito Domingos Juvenil, que é esposo da acionista da concorrente TV Vale do Xingu, Rute Nazaré de Souza. Durante a gestão de Domingos, a administração municipal não concedia entrevistas à TV Cidade e deixava de responder questionamentos através de nota, sob a justificativa de que a emissora seria parcial em favor da oposição ao prefeito.
Durante as eleições municipais de 2020, em 12 de novembro, a TV Cidade realizou o primeiro debate televisivo entre os candidatos à prefeitura de Altamira. O programa teve a mediação de Ronaldo Porto, da RBA TV. No dia 14 de novembro, a emissora foi proibida pela Justiça Eleitoral de "promover propagandas de cunho caluniosas, difamatórias e injuriosas a respeito do candidato Claudomiro Gomes". A liminar, solicitada pela coligação do candidato, foi desfavorável à emissora e ao apresentador Leonel Araújo, que teria difamado Claudomiro durante a apresentação do Barra Pesada Altamira.

## Sinal digital
| Canal virtual | Canal digital | Resolução de tela | Programação                               |
| ------------- | ------------- | ----------------- | ----------------------------------------- |
| 19.1          | 36 UHF        | 1080i             | Programação principal da TV Cidade / Band |

A TV Cidade ativou seu sinal digital em 2 de outubro de 2021, por meio do canal 36 UHF digital. Com as transmissões digitais, a cobertura da emissora foi expandida para outras cidades da região, como Vitória do Xingu e Brasil Novo.

### Transição para o sinal digital
A TV Cidade desativou voluntariamente suas operações no sinal analógico através do canal 19 UHF em março de 2023.

## Programas
Atualmente, além de retransmitir a programação nacional da Band e estadual da RBA TV, a TV Cidade produz e exibe os seguintes programas:
- Bora Altamira: Jornalístico, com Midiane Chaves;
- Esporte Total Altamira: Jornalístico esportivo, com Elivan Santarém;

Diversos outros programas compuseram a grade da emissora, e foram descontinuados:
- Barra Pesada Altamira
- Muvuca
- Notícias da Cidade
- Os Donos da Bola PA ATM
- Programa Close
- Sabadaço

## Equipe

### Membros atuais

#### Apresentadores
- Elivan Santarém[9]
- Midiane Chaves[12]
- Jorge Júnior[13]

#### Repórteres
- Queiroz Filho[14]
- Cibelle Araújo[14]

### Membros antigos
- Andreia Saboia[15]
- Fernanda Macieira[16]
- Izaias Andrade[17]
- Leonel Araújo[6]
- Luiz Fernando[13]
- Marcos Carvalho[13]
- Odair Oliveira[18]
- Thaís Portela[19]
- Tinho Carlos[20]